# Minong
Minong és una població dels Estats Units a l'estat de Wisconsin. Segons el cens del 2000 tenia 531 habitants.

## Demografia
Segons el cens del 2000, Minong tenia 531 habitants, 230 habitatges, i 137 famílies. La densitat de població era de 134,9 habitants per km².
Dels 230 habitatges en un 29,1% hi vivien nens de menys de 18 anys, en un 44,8% hi vivien parelles casades, en un 8,3% dones solteres, i en un 40,4% no eren unitats familiars. En el 36,5% dels habitatges hi vivien persones soles el 19,6% de les quals corresponia a persones de 65 anys o més que vivien soles. El nombre mitjà de persones vivint en cada habitatge era de 2,31 i el nombre mitjà de persones que vivien en cada família era de 3,04.
Per edats la població es repartia de la següent manera: un 26,2% tenia menys de 18 anys, un 7,3% entre 18 i 24, un 26,2% entre 25 i 44, un 21,7% de 45 a 60 i un 18,6% 65 anys o més.
L'edat mediana era de 38 anys. Per cada 100 dones de 18 o més anys hi havia 92,2 homes.
La renda mediana per habitatge era de 25.341 $ i la renda mediana per família de 35.341 $. Els homes tenien una renda mediana de 27.411 $ mentre que les dones 14.844 $. La renda per capita de la població era de 13.306 $. Aproximadament el 15,2% de les famílies i el 23,2% de la població estaven per davall del llindar de pobresa.

## Poblacions més properes
El següent diagrama mostra les poblacions més properes.